# Atentado de Kabul de julio de 2016
El 23 de julio de 2016, un doble atentado se produjo en las inmediaciones de la plaza Dehmazang en Kabul, capital de Afganistán, el atentado se produjo después de una manifestación de la minoría étnica hazara, de fe chiita, que marchaba para que el proyecto de energía TUTAP electrificara también su región. Al menos 80 personas murieron y más de 260 fueron heridas.
El ataque fue el más mortífero ocurrido en Kabul desde el año 2001. El presidente afgano, Ashraf Ghani, en un discurso en vivo, declaró el domingo, 24 de julio de 2016, un día de luto nacional y prometió llevar ante la justicia a los culpables.

## Antecedentes
Los hazara son el tercer mayor grupo étnico de Afganistán, son en su mayoría chiitas en un país sunita, y conforman entre un 11 y un 20 por ciento de la población afgana. Surgieron cuando algunos autóctonos se mezclaron con los invasores mongoles durante los siglos XIII y XIV. Los hazara han sido objeto de discriminación y genocidio desde el establecimiento del actual Afganistán por el Emir Abdur Rahman Khan, a finales del siglo XIX. Los hazara siempre han sido perseguidos por los talibanes y miles han sido asesinados desde el año 1990.
El TUTAP (integrado por Turkmenistán, Uzbekistán, Tayikistán,  Afganistán y Pakistán) es un multimillonario proyecto de energía respaldado por el Banco Asiático de Desarrollo y el Banco Mundial para hacer que la electricidad sea más accesible para la gente en Afganistán y demás países integrantes. El proyecto inicial empezaría en la provincia de Bamiyan cerca de un poblado hazara y ayudaría a electrificar el pueblo, en el Altiplano Central, pero en 2013 fue enrutado a través de Salang.
La minoría hazara de Afganistán protestó por la decisión y pidió que se volviera a la idea inicial del proyecto. Organizaciones civiles protestaron el 6 de mayo de 2016; un movimiento fue creado con el nombre جنبش روشنایی ( "el Movimiento de la Ilustración"). Las negociaciones posteriores entre manifestantes y funcionarios de gobierno no fueron concluyentes. Por lo tanto, una segunda manifestación pacífica fue convocada para el 23 de julio de 2016. Miles de personas asistieron a la manifestación del 23 de julio de 2016. 
La manifestación comenzó al oeste de Kabul en torno a las 7 de la mañana y terminó en los alrededores de la Plaza Dehmazang, donde el gobierno había colocado contenedores y camiones para detener a los manifestantes y no permitirles marchar hacia el palacio presidencial. Los manifestantes estaban planeando hacer campamentos en la plaza.
Antes de la marcha, el gobierno había advertido a los organizadores de la posibilidad de un ataque.

## Ataque
La explosión ocurrió cuando los manifestantes volvían a casa al final de la manifestación. Los organismos de seguridad confirmaron gracias a informes de inteligencia que se sucedieron dos ataques suicida con bomba. 
La CNN informó que un tercer atacante fue abatido antes de detonar su bomba.

### Perpetradores
El Estado Islámico (ISIS) ha reivindicado la responsabilidad de las dos bombas en Kabul, el 23 de julio. A través de Amaq, un sitio web vinculado con ISIS:
'Dos combatientes del Estado Islámico detonaron cinturones explosivos en una junta de los chiitas en la ciudad de Kabul, en Afganistán.'
Si se confirma que ISIS esta detrás del ataque, sería el primer atentado de ISIS en la región y el más grande en la historia de Afganistán hasta que lo superó el atentado en Kabul de mayo de 2017.

## Reacciones internacionales
- Estados Unidos: El ex-secretario de prensa de la Casa Blanca, Josh Earnest, declaró que Estados Unidos  condena el ataque en Kabul, «en los términos más enérgicos», más porque fue realizado durante una manifestación pacífica.[18]
- India: El presidente Pranab Mukherjee, extendió sus condolencias a las familias que perdieron a seres queridos en el atentado y dice que reza por la recuperación de las personas heridas.[19]
- Irán: El ministro de Exteriores Mohammad Javad Zarif, condenó el ataque y expresó sus condolencias al gobierno afgano y a la gente.[20]
- México: La Secretaria de relaciones exteriores de México lanzó un comunicado donde condenaba el ataque terrorista en Afganistán y expreso su rechazo al terrorismo.[21]
- Pakistán: El primer ministro Nawaz Sharif, condenó enérgicamente el ataque en Kabul y expresó su profundo dolor por la pérdida de vidas humanas y reiteró su solidaridad con el gobierno y el pueblo de Afganistán.[22]